# Catalauns
|  | No s'ha de confondre amb Catuvel·launs. |

Els catalauns (llatí: Catalauni o Catelauni) foren un poble celta de la Gàl·lia Belga. La seva ciutat principal era Civitas Catalaunorum entre Civitas Suessionum i Civitas Veromanduorum. El poble dels catalauni era probablement dependent dels rems (remi), tot i que no hi ha bases històriques.
El seu nom, malgrat les aparences, no és sinònim del dels britans Catuvellauni, per bé que tots dos contenen l'element catu-, «batalla»; catalauni està format per catu- + alauno-, « brillant en la batalla », mentre que catuvellauni està format per catu- + vellauni, « principal, primer en la batalla ». Al Diccionari català-valencià-balear s'especula que el poble dels catalauni podria haver donat el nom als catalans.
En aquest sentit, els investigadors francesos Fabien Régnier i Jean-Pierre Drouin, al seu llibre Les peuples fondateurs à l'origine de la Gaule, sostenen que els catalauni es van establir a la Gàl·lia, a la zona del riu Marne i, malgrat que tendien a l'estabilitat territorial, defugint de les migracions, amb l'arribada del poble dels belgae, provinents de la zona del Danubi, es va alterar l'equilibri de l'àrea i van provocar la mobilitat dels catalauni i d'altres pobles gals. Els catalauni s'haurien expandit al nord, a la zona sud de l'actual Gran Bretanya, prop del riu Tàmesi, donant lloc als catuvellauni, i al sud, envers la Peninsula Ibèrica.
Els catalauni o catalauns haurien arribat a les terres peninsulars, segons els investigadors francesos, establint-se al nord-est de la peninsula ibèrica (zona de l'actual Catalunya), tal com també ho feren els pobles gals dels volcae arecomici o dels volcae tectòsagi, que es van establir a la zona de l'actual Rosselló i del Roine respectivament. Aquest poble dels volques o volcae, fruit de la pressió dels belgae, hauria estat empès envers la zona nord de l'actual Catalunya per la mateixa lògica que els catalauni ho foren envers la zona sud de l'actual Catalunya.

## Història
Luci Domici Aurelià va derrotar Tètric I al lloc anomenat Catalaunus. Ammià Marcel·lí esmenta als catalàunis i Remis com a pobles de la Belgica Secunda. Els Itineraris situen un lloc de nom Durocatelauni entre Autun i Reims. Aquesta ciutat és Châlons-sur-Marne. L'emperador gal Joví, també tenia un exèrcit de Catalaunis curiosament.
Als camps Catalàunics o Catalaunis el general Aeci va derrotar Àtila el 451, tot i que hi ha debat entre si va ser aquí o a l'Aquitània.